# بورا ميلوتينوفيتش
بورا ميلوتينوفيتش (بالسيريلية الصربية: Бора Милутиновић) (ولد في 7 سبتمبر 1944 في بانيا باستا، مدرب كرة قدم صربي ولاعب سابق، و قد كان المدير الفني للمنتخب الوطني العراقي لكرة القدم. ، والمدرب الوحيد الذي وصل بخمسة منتخبات مختلفة لنهائيات كأس العالم : المكسيك (1986) وكوستاريكا (1990)، والولايات المتحدة (1994)، ونيجيريا (1998)، والصين (2002). وهو أيضاً أول مدرب تخطى الدور الأول بأربعة فرق مختلفة بعد أن فشل في القيام بذلك مع الصين. يلقب بالعامل المعجزة،أول من لقبه بهذا اللقب آلان روثنبرغ رئيس اتحاد الولايات المتحدة لكرة القدم .
في صيف عام 2003، كان ميلوتينوفيتش في نهاية المطاف في مفاوضات جادة لتولي تدريب المنتخب الوطني الصربي. على الرغم من المفاوضات الثقيلة التي استمرت لمدة شهر كامل، رفض ميلوتينوفيتش العرض، وسرعان ما وقع لمنتخب هندوراس. وقاد الفريق إلى الدور الأول من التصفيات المؤهلة لنهائيات كأس الكونكاكاف قبل أن يستقيل يوم 30 يونيو 2004. واشار إلى «الاجواء السيئة السائدة، والناجمة عن التعليقات التي أدلى بها المديرين والمسؤولين والصحافة» هو السبب في تركه لمنصبه خلال التصفيات المؤهلة لنهائيات كأس العالم.
مسيرة ميلوتينوفيتش كمدرب على مستوى الاندية لم تكن لامعة كمسيرته مع المنتخبات. درّب متروستارز وقادهم إلى أسوأ سجل في تاريخ الدوري عام 1999. كما كان مدربًا لنادي السد القطري لفترة قصيرة وكذلك تسع مباريات مع اودينيزي الإيطالي في دوري الدرجة الثانية الإيطالي في عام 1987.

## معلومات الشخصية
بورا يأتي من عائلة أسطورية في مجال كرة القدم. هو وشقيقاه ميلوس وميلوراد لعبوا معًا لـPartizan Belgrade.
ميلوتينوفيتش متزوج من امرأة مكسيكية ويعيش حاليًا في قطر ، ميلوتينوفيتش يجيد اللغة الإنجليزية، الإسبانية والفرنسية ويتحدثهم بطلاقة.

## روابط خارجية
- بورا ميلوتينوفيتش على موقع قاعدة بيانات كرة القدم.إي يو (الإنجليزية)
- بورا ميلوتينوفيتش على موقع ناشيونال فوتبول تيمز (الإنجليزية)
- بورا ميلوتينوفيتش على موقع عالم كرة القدم.نت (الإنجليزية)
- بورا ميلوتينوفيتش على موقع كووورة